# جوزف نیوگاردن
جوزف نیکولای نیوگاردن (متولد ۲۲ دسامبر ۱۹۹۰) یک راننده اتومبیل رانی اهل آمریکا است که در تیم پنسکی چ در سری مسابقات ایندی‌کار مسابقه می‌دهد.
جوزف قهرمان ایندی لایت در سال ۲۰۱۱ و قهرمان سری ایندی‌کار در سال های ۲۰۱۷ و ۲۰۱۹ بود.
او در سال های ۲۰۲۳ و ۲۰۲۵ مسابقه ایندیاناپولیس ۵۰۰ و ۲۴ ساعت دیتونا را برد، و تبدیل به شانزدهمین راننده ای شد که هر دو مسابقه ایندی ۵۰۰ و ۲۴ ساعت دیتونا را برد، و همچنین اولین راننده پس از هلیو کاسترونوز بود که دو سال برنده ایندیاناپولیس ۵۰۰ شد.
‌نیوگاردن در ۱۳ سالگی مسابقات کارتینک را شروع کرد و چهار عنوان قهرمانی را در سال های ۲۰۰۵-۲۰۰۶ به دست آورد.
او در سال ۲۰۰۶ به مسابقات اتومبیلرانی چرخ باز روی آورد و در سری مسابقات شرکت کرد و در مسابقات قهرمانی منطقه ای در سال ۲۰۰۶ به مقام دوم رسید و در سال ۲۰۰۷ و ۲۰۰۸ در مسابقات کشوری ششم و دوم شد همچنین وی در سال ۲۰۰۸ اولین قهرمانی خود را به دست آورد.

## نتایج مسابقات

### ۲۴ ساعت دیتونا
| ۲۰۲۳ | لمانز پروتوتایپ ۲ | ۸ | تاور موتوراسپورت | اورکا ۰۷-گیبسون | جان فارانو اسکات مک‌لاگلین Kyffin Simpson | ۷۵۹ | یازدهم | پنجم |
| ۲۰۲۴ | جی تی پی          | ۷ | تیم پنسکی        | پورشه ۹۶۳       | دین کامرون مت کمبل فلیپه نصر             | ۷۹۱ | اول    | اول  |